# 费尔维尤 (蒙大拿州)
费尔维尤（英語：Fairview），是美国西北部蒙大拿州的一座城镇。根据2010年美国人口普查，该城镇的人口为840人，在蒙大拿州排行第62。使用北美山区时区（UTC-7，夏季为UTC-6）作为标准时间。